# Gregos Independentes
Os Gregos Independentes (em grego:  Ανεξάρτητοι Έλληνες, Anexártiti Éllines; ANEL) é um partido conservador eurocético da Grécia.
Foi fundado em 2012, em resultado de uma cisão do partido conservador Nova Democracia, em protesto contra a austeridade.
Em janeiro de 2015, ANEL aceitou participar no Governo Tsipras, em coligação com o partido de esquerda SYRIZA.

## Resultados eleitorais
Nas Eleições legislativas na Grécia em 2015 o partido recebeu 4,8% dos votos, tendo ganho 13 lugares no Parlamento da Grécia.

### Eleições legislativas
| Data    | Líder          | CI. | Votos   | %            | +/- | Deputados | +/- | Status   |
| ------- | -------------- | --- | ------- | ------------ | --- | --------- | --- | -------- |
| 05/2012 | Panos Kammenos | 4.º | 670 957 | 10,6 / 100,0 |     | 33 / 300  |     | Oposição |
| 06/2012 | Panos Kammenos | 4.º | 462 406 | 7,5 / 100,0  | 3,1 | 20 / 300  | 13  | Oposição |
| 01/2015 | Panos Kammenos | 6.º | 293 371 | 4,8 / 100,0  | 2,7 | 13 / 300  | 7   | Governo  |
| 09/2015 | Panos Kammenos | 7.º | 200 423 | 3,7 / 100,0  | 1,1 | 10 / 300  | 3   | Governo  |

### Eleições europeias
| Data | Votos   | CI. | %           | Deputados | +/- |
| ---- | ------- | --- | ----------- | --------- | --- |
| 2014 | 197 701 | 7.º | 3,5 / 100,0 | 1 / 21    |     |